# La curt de l'America
La curt de l'America è un film documentario del 2011 diretto da Lemnaouer Ahmine e Francesco Cannito.

## Trama
La curt de l'America (corte dell'America) era il soprannome di una vecchia casa di ringhiera alla fine di via Padova (al civico 275), nel quartiere Crescenzago a Milano, una volta punto di partenza di emigranti italiani che aspettavano il visto per l'America.
Le immagini del presente si alternano a quelle del passato, le storie di ieri e di oggi si intersecano sui ballatoi restituendo la dinamicità di una società in trasformazione. La casa, però, rimane la stessa degli inizi del secolo, mai ristrutturata.